# Вогнегасник

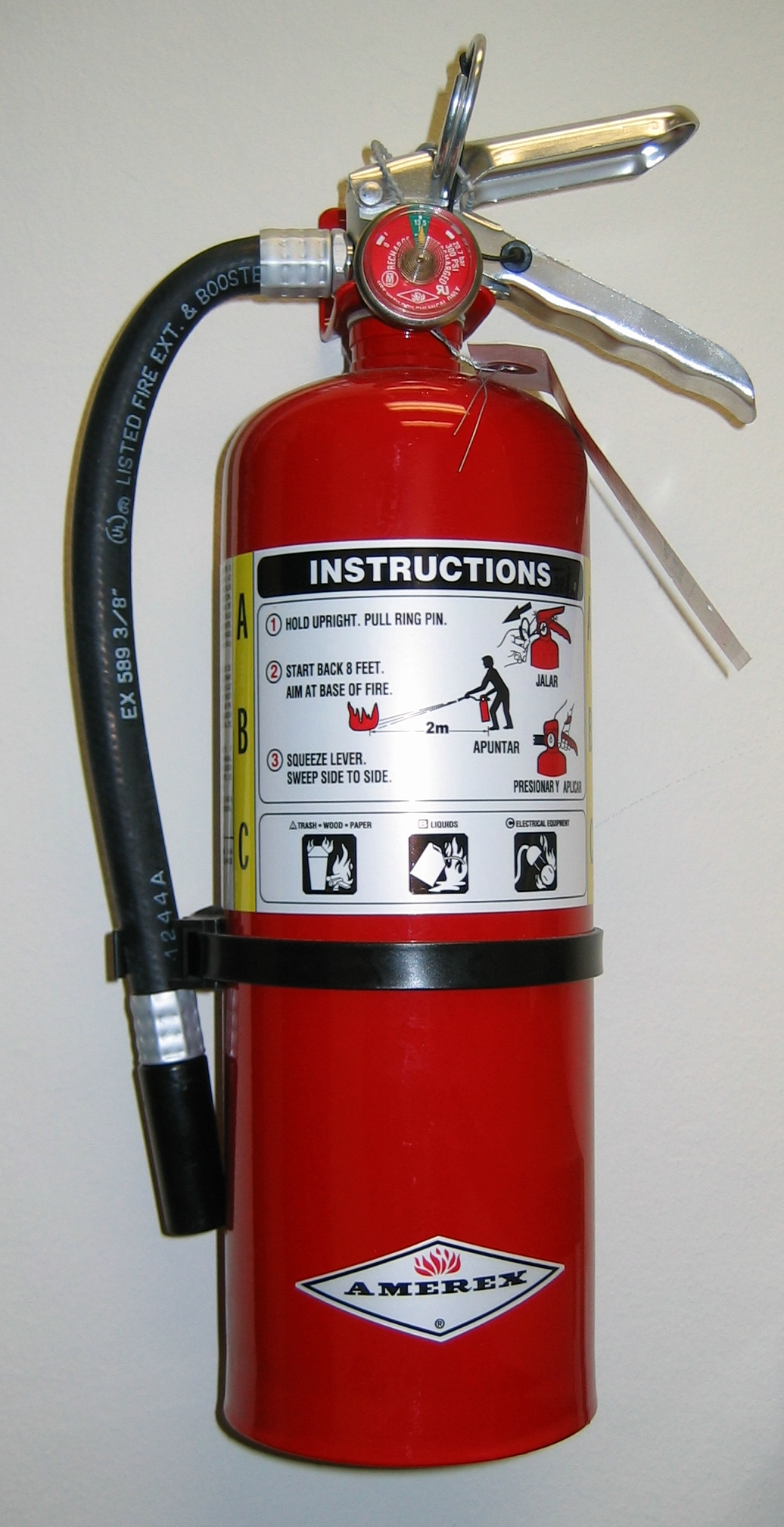
Закачуваний порошковий вогнегасник з манометром (стрілка в межах зеленої позначки — заряджений)

Вогнега́сник — технічний засіб, призначений для припинення горіння подаванням вогнегасної речовини, що міститься в ньому, під дією надмірного тиску, за вагою і конструктивним виконанням придатний для перенесення і застосування однією людиною.

Міжнародний символ «Вогнегасник»

Вогнегасники є одним з найдієвіших первинних засобів пожежогасіння.
7 лютого 1863 року, його вперше запатентували у штаті Вірджинія, США. З того часу цей день вважається Днем народження вогнегасника.

## Типи вогнегасників
Вогнегасники розрізняють за способом спрацьовування:
- автоматичні — стаціонарно монтуються в місцях можливого виникнення вогню.
- ручні (приводяться в дію людиною) — розташовуються на спеціально оформлених місцях.
- комбінованої дії — мають переваги обох вищеописаних типів.

Залежно від закачаної вогнегасної речовини, вогнегасники поділяються на п'ять видів:
- вуглекислотні;
- повітряно-пінні;
- порошкові;
- водні;
- аерозольні.

За обсягом корпуса:
- ручні малолітражні з обсягом корпуса до 5 л;
- промислові ручні з обсягом корпуса від 5 до 10 л;
- стаціонарні й пересувні з обсягом корпуса понад 10 л, зазвичай на візку.

За способом подачі вогнегасного складу:
- під тиском газів, що утворюються внаслідок хімічної реакції складників заряду;
- під тиском газів, що подаються зі спеціального балончика, розміщеного в корпусі вогнегасника;
- під тиском газів, закачаних у корпус вогнегасника;
- під власним тиском вогнегасного засобу.

За видом пускових пристосувань:
- з вентильним затвором;
- із запірно-пусковим обладнанням пістолетного типу;
- з пуском від постійного джерела тиску.

Вогнегасники позначаються написами, що визначають вид вогнегасника, і цифрами, які свідчать про його місткість.

## Пінні вогнегасники
Призначені для гасіння пожеж вогнегасними пінами: хімічною або повітряно-механічною.
Хімічну піну одержують із водних розчинів кислот і лугів, повітряно-механічну утворюють із водних розчинів і піноутворювальних речовин потоками робочого газу: повітря, азоту або вуглекислого газу. Хімічна піна складається з 80 % вуглекислого газу, 19,7 % води й 0,3 % піноутворювальної речовини, повітряно-механічна — приблизно з 90 % повітря, 9,8 % води й 0,2 % піноутворювачів.
Пінні вогнегасники застосовують для гасіння піною загорянь на початку горіння, майже всіх твердих речовин, а також горючих і деяких легкозаймистих рідин на площі не більш 1 м². Гасити піною електричні установки, які зайнялися, і електромережі, котрі перебувають під напругою, не можна, тому що піна є провідником електричного струму. Крім того, пінні вогнегасники не можна застосовувати для гасіння лужних металів натрію й калію, тому що вони, взаємодіючи з водою, що перебуває в піні, виділяють водень, який підсилює горіння, а також для гасіння спиртів, тому що вони поглинають воду розчиняючись у ній, і у разі потрапляння на них, піна швидко руйнується. Сучасні пінні вогнегасники використовують у якості газотвірного реагенту азид натрію, який легко розкладається з виділенням великої кількості азоту.
До вад пінних вогнегасників, відноситься: вузькі температурні межі застосування (5-45 °C), висока корозійна активність заряду, можливість ушкодження об'єкта гасіння, потреба щорічного перезарядження.

## Вогнегасники порошкові
Порошкові вогнегасники (ПВ) поділяються на:
- вогнегасники з порошком загального призначення, яким можна гасити пожежі класів A, B, C, E;
- вогнегасники з порошком загального призначення, яким можна гасити пожежі класів B, C, E.[1]

ПВ є найбільш універсальними по області застосування й за робочим розбігом температур (особливо із зарядом типу ABCE), якими можна успішно гасити майже всі класи пожеж, у тому числі й електроустаткування, що перебуває під напругою 1000 В.
Вогнегасники не призначені для гасіння загорянь лужних і лужноземельних металів й інших матеріалів, горіння яких може відбуватися без доступу повітря.

## Вогнегасники двокомпонентні
Вогнегасний пристрій, який дає змогу одній людині одночасно використовувати сухий хімікат і піну, що надходять крізь шланг з двома лініями. Двоскладова система придатна для гасіння займистих вуглеводнів, тому що суха пудра ефективно збиває полум'я.

## Спеціальні вогнегасні системи
СИСТЕМА ЗРОШЕННЯ ДІОКСИДОМ ВУГЛЕЦЮ ВОГНЕГАСНА — вогнегасна система розприскувального типу, яка зрошує охоплену вогнем ділянку діоксидом вуглецю замість води. Зрошення діоксидом вуглецю використовують для захисту машинних і моторних відділень; система містить звукову і зорову аварійну сигналізацію, механізми зупинки, а також автоматичну вентиляцію для захисту від задушної дії діоксиду вуглецю.

### Використовувані вогнегасні порошки
Вогнегасні порошки — це мінеральні солі з різними добавками, що перешкоджають злежуванню й утворенню грудок. Як основу для вогнегасних порошків використовують фосфорноамонійні солі (моно-, діамонійфосфати, амофос), карбонат і бікарбонат натрію й калію, хлориди натрію й калію й інше. Як добавки — кремнійорганічні сполуки, аеросил, біла сажа, стеарати металів, нефелін, тальк тощо.
Порошки зберігають у спеціальних пакованнях, охороняючи їх від зволоження. Під час зберігання порошки хімічно неактивні, не мають абразивну дію. Під час впливу вогнегасного порошку на чорні й кольорові метали за нормальної вологості, корозії не відбувається. Корозія металів відбувається лише при змочуванні (зволоженні) порошку на металевих поверхнях. Вплив порошку на лакофарбові поверхні не відзначено.
Загальний клас небезпеки вогнегасного порошку — 3, 4.

### Типи порошкових вогнегасників
Порошкові вогнегасники можна розділити на закачувані й газогенераторні.

#### Закачувані
Заряджені вогнегасним порошком й інертним газом під тиском до 16 атм. Це може бути азот, вуглекислота або повітря. Даним типом вогнегасника можливе гасіння пожеж класу А, В, C або D залежно від виду застосовуваного порошку. У конструкцію даного вогнегасника входить запірний пристрій, що дозволяє відкривати й закривати його простим рухом руки, не прикладаючи особливих зусиль.
Перевагою даного типу вогнегасника є манометр, установлений на голівці вогнегасника, який показує ступінь його працездатності (на відміну від газогенераторного вогнегасника).

#### Газогенераторні
Принцип дії полягає у використанні енергії генерованого газу для аерування викиду вогнегасної речовини.
Призначені для комплектації легкових автомобілів. Цей вид вогнегасника також може застосовуватися в побутових умовах як засобу первинного засобу гасіння пожеж класу А, В, C, а також електроустановок, що перебувають під напругою до 1000 В, це вже залежить від марки вогнегасного порошку. Клас А — гасіння твердих речовин, В — горючих рідин або плавких твердих тіл, C — горючих газів.
Гасіння може проводитися як на відкритому повітрі, так й у приміщеннях.

#### Особливості застосування порошкових вогнегасників
- Відсутність під час гасіння охолоджувальної дії, що може призвести до повторного запалення вже погашеного пального від нагрітих елементів будівельних конструкцій або устаткування;
- Значне забруднення порошком об'єкта, не дозволяє використати порошкові вогнегасники для захисту обчислювальних залів, електронного обладнання, електричного устаткування з обертовими елементами, музейних експонатів тощо.
- Внаслідок утворення порошкової хмари під час гасіння, утворюється багато пилу і значно знижується видимість (особливо в приміщеннях невеликого розміру);
- Маючи високу дисперсність, вогнегасні порошки під час зберігання проявляють схильність до утворення клубків й злежування, що може призвести до втрати вогнегасної здатності. Тому у разі використання порошків у вогнегасниках необхідно суворо дотримуватися рекомендованого режиму зберігання.

## Вогнегасники газові
До їхнього числа відносяться вуглекислотні, у яких як вогнегасну речовину застосовують зріджений діоксид вуглецю (вуглекислоту), а також аерозольні й вуглекислотно-брометилові, зарядом для яких, слугує галоген-йодовані вуглеводні, при подаванні яких у зону горіння, гасіння настає за відносно високої концентрації кисню (14-18 %).
Вуглекислотні вогнегасники випускаються як ручні, так і пересувні. Ручні вогнегасники однакові за будовою й складаються зі сталевого високоміцного балона, у горловину якого вкручено запірно-пусковий пристрій вентильного або пістолетного типу, сифонної трубки, що служить для подавання вуглекислоти з балона до запірно-пускового пристрою, і розтруба. Для приведення в дію вуглекислотного вогнегасника, треба направити розтруб на осередок пожежі й відвернути до упору маховичок або натиснути на важіль запірно-пускового пристрою. При переході вуглекислоти з рідкого стану в газоподібний, відбувається збільшення її об'єму в 400—500 разів, супроводжуване різким охолодженням до температури −72 °C і частковою кристалізацією; щоб уникнути обмороження рук не можна доторкатися до металевого розтруба. Ефект полум'ягасіння досягається подвійно: зниженням температури вогнища займання нижче позначки запалення, і витисненням кисню із зони горіння негорючим вуглекислим газом.

## Класи пожеж
Встановлено чотири класи пожежі, а також їх символи:
- клас A — горіння твердих речовин, переважно органічного походження, горіння яких супроводжується тлінням (деревина, текстиль, папір);
- клас B — горіння рідин або топких твердих речовин;
- клас C — горіння газоподібних речовин;
- клас D — горіння металів та їх сплавів.

Крім цих чотирьох класів, Правилами пожежної безпеки в Україні введено ще додатковий п'ятий клас (E), прийнятий для позначення пожеж, пов'язаних з горінням електроустановок.